# Procampylaspis bispinosa
Procampylaspis bispinosa är en kräftdjursart som beskrevs av Michel Ledoyer 1988. Procampylaspis bispinosa ingår i släktet Procampylaspis och familjen Nannastacidae.
Artens utbredningsområde är Moçambiquekanalen. Inga underarter finns listade i Catalogue of Life.